# Liste der Stolpersteine in Rotterdam-Zuid

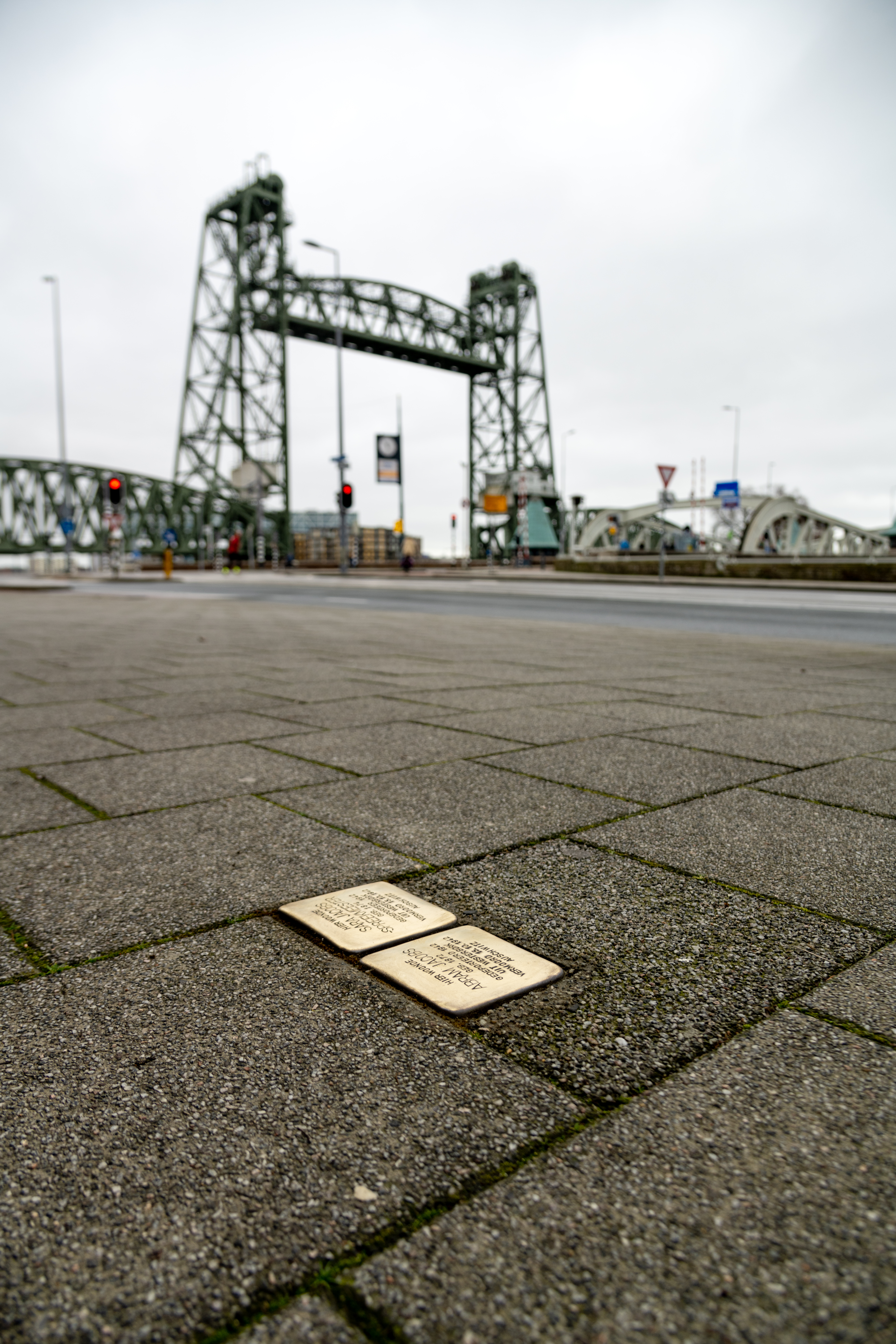
Stolpersteine in der Prins Hendrikkade 79

Die Liste der Stolpersteine in Rotterdam-Zuid umfasst jene Stolpersteine, die vom deutschen Künstler Gunter Demnig in Rotterdam-Zuid verlegt wurden, einem Teil Rotterdams. Stolpersteine sind Opfern des Nationalsozialismus gewidmet, all jenen, die vom NS-Regime drangsaliert, deportiert, ermordet, in die Emigration oder in den Suizid getrieben wurden. Demnig verlegt für jedes Opfer einen eigenen Stein, im Regelfall vor dem letzten selbst gewählten Wohnsitz.

## Verlegte Stolpersteine

### Charlois
Im Stadtbezirk Charlois wurden sechs Stolpersteine an fünf Adressen verlegt.
| Stolperstein | Übersetzung                                                                                               | Verlegort                         | Name, Leben                              |
| ------------ | --- | --------------------------------- | ---------------------------------------- |
|              | HIER WOHNTE HENDERIKA ABAS GEB. 1941 DEPORTIERT 1942 WESTERBORK ERMORDET 7.12.1942 AUSCHWITZ              | Bas Jungeriusstraat 200c Charlois | Henderika Abas (1941–1942)               |
|              | HIER WOHNTE DAVID JOSEPH LUSSE GEB. 1882 DEPORTIERT 1944 AUS WESTERBORK ERMORDET 6.3.1944 AUSCHWITZ       | Clemensstraat 75 Charlois         | David Joseph Lusse (1882–1944)           |
|              | HIER WOHNTE JOHANNES PIETER VAN DE MERWE GEB. 1915 WIDERSTANDSKÄMPFER ERMORDET 12.11.1944 ZÖSCHEN         | Voetjesstraat 56 Charlois         | Johannes Pieter van de Merwe (1915–1944) |
|              | HIER WOHNTE LEENTJE OLMAN GEB. 1878 DEPORTIERT 1942 AUS WESTERBORK ERMORDET 15.10.1942 AUSCHWITZ          | De Quackstraat 64c Charlois       | Leentje Olman (1878–1942)                |
|              | HIER WOHNTE HARTOG ALEXANDER VELLEMAN GEB. 1889 DEPORTIERT 1943 AUS WESTERBORK ERMORDET 20.3.1943 SOBIBOR | Gouwstraat 46b Charlois           | Hartog Alexander Velleman (1889–1943)    |
|              | HIER WOHNTE LENA VELLEMAN- LEONS GEB. 1888 DEPORTIERT 1943 AUS WESTERBORK ERMORDET 20.3.1943 SOBIBOR      | Gouwstraat 46b Charlois           | Lena Velleman-Leons (1888–1943)          |

### Feijenoord
Im Stadtbezirk Feijenoord wurden 77 Stolpersteine an 21 Adressen verlegt.
| Stolperstein | Übersetzung | Verlegeort                                    | Name, Leben                               |
| ------------ | --- | --------------------------------------------- | ----------------------------------------- |
|              | HIER WOHNTE EMANUEL ANDRIESSE GEB. 1902 DEPORTIERT 1942 AUS WESTERBORK ERMORDET 30.9.1942 AUSCHWITZ              | Dordtselaan 234c Bloemhof                     | Emanuel Andriesse (1902–1942)             |
|              | HIER WOHNTE AALTJE ANDRIESSE- SANDERS GEB. 1906 DEPORTIERT 1941 AUS SCHOORL ERMORDET 22.4.1942 RAVENSBRÜCK       | Dordtselaan 234c Bloemhof                     | Aaltje Andriesse-Sanders (1906–1942)      |
|              | HIER WOHNTE ABRAHAM BIERSCHENK GEB. 1916 DEPORTIERT 1942 AUS VUGHT ERMORDET 28.2.1943 AUSCHWITZ                  | Brede Hilledijk 161a Katendrecht              | Abraham Bierschenk (1916–1943)            |
|              | HIER WOHNTE BENEDICTUS BIERSCHENK GEB. 1888 INTERNIERT 1943 IN WESTERBORK UMGEKOMMEN 25.2.1943 WESTERBORK        | Brede Hilledijk 161a Katendrecht              | Benedictus Bierschenk (1888–1943)         |
|              | HIER WOHNTE BENEDICTUS BIERSCHENK GEB. 1930 DEPORTIERT 1943 AUS WESTERBORK ERMORDET 28.2.1943 SOBIBOR            | Brede Hilledijk 161a Katendrecht              | Benedictus Bierschenk (1930–1943)         |
|              | HIER WOHNTE ESTHER BIERSCHENK GEB. 1933 DEPORTIERT 1943 AUS WESTERBORK ERMORDET 23.4.1943 SOBIBOR                | Brede Hilledijk 161a Katendrecht              | Esther Bierschenk (1933–1943)             |
|              | HIER WOHNTE JETTE BIERSCHENK GEB. 1927 DEPORTIERT 1943 AUS WESTERBORK ERMORDET 23.4.1943 SOBIBOR                 | Brede Hilledijk 161a Katendrecht              | Jette Bierschenk (1927–1943)              |
|              | HIER WOHNTE KAATJE BIERSCHENK GEB. 1929 DEPORTIERT 1943 AUS WESTERBORK ERMORDET 23.4.1943 SOBIBOR                | Brede Hilledijk 161a Katendrecht              | Kaatje Bierschenk (1929–1943)             |
|              | HIER WOHNTE KOOS BIERSCHENK GEB. 1926 DEPORTIERT 1942 AUS WESTERBORK ERMORDET 30.9.1943 AUSCHWITZ                | Brede Hilledijk 161a Katendrecht              | Koos Bierschenk (1926–1942)               |
|              | HIER WOHNTE LEVIE BIERSCHENK GEB. 1919 DEPORTIERT 1943 AUS VUGHT ERMORDET 30.9.1944 MITTELEUROPA                 | Brede Hilledijk 161a Katendrecht              | Levie Bierschenk (1926–1942)              |
|              | HIER WOHNTE REBEKKA BIERSCHENK GEB. 1932 DEPORTIERT 1943 AUS WESTERBORK ERMORDET 23.4.1943 SOBIBOR               | Brede Hilledijk 161a Katendrecht              | Rebekka Bierschenk (1929–1943)            |
|              | HIER WOHNTE RIKA BIERSCHENK GEB. 1923 DEPORTIERT 1942 AUS WESTERBORK ERMORDET 30.9.1943 AUSCHWITZ                | Brede Hilledijk 161a Katendrecht              | Rika Bierschenk (1924–1942)               |
|              | HIER WOHNTE SAMUEL BIERSCHENK GEB. 1921 DEPORTIERT 1943 AUS WESTERBORK ERMORDET 21.5.1943 SOBIBOR                | Brede Hilledijk 161a Katendrecht              | Samuel Bierschenk (1921–1943)             |
|              | HIER WOHNTE RIKA BIERSCHENK- COSMAN GEB. 1889 DEPORTIERT 1943 AUS WESTERBORK ERMORDET 23.4.1943 SOBIBOR          | Brede Hilledijk 161a Katendrecht              | Samuel Bierschenk (1921–1943)             |
|              | HIER WOHNTE DUIFJE COHEN GEB. 1926 DEPORTIERT 1942 AUS WESTERBORK ERMORDET 30.9.1942 AUSCHWITZ                   | Prins Hendrikkade 58a Noordereiland           | Duifje Cohen (1926–1942)                  |
|              | HIER WOHNTE ELIE COHEN GEB. 1899 DEPORTIERT 1942 AUS WESTERBORK ERMORDET 30.9.1942 AUSCHWITZ                     | Prins Hendrikkade 58a Noordereiland           | Elie Cohen (1899–1942)                    |
|              | HIER WOHNTE HARTOG JOSEPH COHEN GEB. 1925 DEPORTIERT 1942 AUS WESTERBORK ERMORDET 30.9.1942 AUSCHWITZ            | Prins Hendrikkade 58a Noordereiland           | Hartog Joseph Cohen (1925–1942)           |
|              | HIER WOHNTE ISACK ELIAS COHEN GEB. 1930 DEPORTIERT 1942 AUS WESTERBORK ERMORDET 5.8.1942 AUSCHWITZ               | Prins Hendrikkade 58a Noordereiland           | Isack Elias Cohen (1930–1942)             |
|              | HIER WOHNTE JOSEPH SAMUEL COHEN GEB. 1915 DEPORTIERT 1943 AUS VUGHT ERMORDET 15.11.1943 AUSCHWITZ                | Hillevliet 28a Hillesluis                     | Joseph Samuel Cohen (1930–1943)           |
|              | HIER WOHNTE REBECCA COHEN GEB. 1937 DEPORTIERT 1942 AUS WESTERBORK ERMORDET 5.8.1942 AUSCHWITZ                   | Prins Hendrikkade 58a Noordereiland           | Rebecca Cohen (1937–1942)                 |
|              | HIER WOHNTE SALOMON COHEN GEB. 1891 DEPORTIERT 1943 AUS VUGHT ERMORDET 15.12.1943 AUSCHWITZ                      | Hillevliet 28a Hillesluis                     | Salomon Cohen (1891–1943)                 |
|              | HIER WOHNTE SARA COHEN-BOSMAN GEB. 1902 DEPORTIERT 1943 AUS VUGHT ERMORDET 15.11.1943 AUSCHWITZ                  | Hillevliet 28a Hillesluis                     | Sara Cohen-Bosman (1902–1943)             |
|              | HIER WOHNTE MIETJE COHEN -WALLEGA GEB. 1903 DEPORTIERT 1942 AUS WESTERBORK ERMORDET 5.8.1942 AUSCHWITZ           | Prins Hendrikkade 58a Noordereiland           | Mietje Cohen-Wallega (1903–1942)          |
|              | HIER WOHNTE HARTOG FLORA GEB. 1901 DEPORTIERT 1942 AUS WESTERBORK ERMORDET 30.9.1942 AUSCHWITZ                   | Prins Hendrikkade 94b Noordereiland           | Hartog Flora (1901–1942)                  |
|              | HIER WOHNTE BERTHA MARIANNA FRANK GEB. 1915 DEPORTIERT 1942 AUS WESTERBORK ERMORDET 30-9-1942 AUSCHWITZ          | Wed 8 Vreewijk                                | Bertha Marianna Frank (1915–1942)         |
|              | HIER WOHNTE IZAAK DAVID LEVIE FRANK GEB. 1885 DEPORTIERT 1943 AUS WESTERBORK ERMORDET 21-5-1943 SOBIBOR          | Wed 8 Vreewijk                                | Izaak David Levie Frank (1885–1943)       |
|              | WOHNTE SAARTJE FRANK-DE BEHR GEB. 1881 DEPORTIERT 1943 AUS WESTERBORK ERMORDET 21-5-1943 SOBIBOR                 | Wed 8 Vreewijk                                | Saartje Frank-de Behr (1881–1943)         |
|              | | Oranjeboomstraat 329a Feijenoord              | Abraham Frieser (1885–1943)               |
|              | | Oranjeboomstraat 329a Feijenoord              | Matthijs Frieser (1936–1943)              |
|              | | Oranjeboomstraat 329a Feijenoord              | Hendrika Frieser-Kokernoot (1896–1943)    |
|              | HIER WOHNTE EMANUEL GOSSCHALK GEB. 1872 DEPORTIERT 1943 AUS WESTERBORK ERMORDET 21.5.1943 SOBIBOR                | Slaghekstraat 135b Hillesluis                 | Emanuel Gosschalk (1872–1943)             |
|              | HIER WOHNTE FIJTJE GOSSCHALK GEB. 1909 DEPORTIERT 1943 AUS WESTERBORK ERMORDET 21.5.1943 SOBIBOR                 | Slaghekstraat 135b Hillesluis                 | Fijtje Gosschalk (1909–1943)              |
|              | HIER WOHNTE ABRAM JACOBS GEB. 1872 DEPORTIERT 1942 AUS WESTERBORK ERMORDET 15.10.1942 AUSCHWITZ                  | Prins Hendrikkade 94b Noordereiland           | Abram Jacobs (1872–1942)                  |
|              | HIER WOHNTE SARA JACOBS -SPREEKMEESTER GEB. 1874 DEPORTIERT 1942 AUS WESTERBORK ERMORDET 15.10.1942 AUSCHWITZ    | Prins Hendrikkade 94b Noordereiland           | Sara Jacobs-Spreekmeester (1874–1942)     |
|              | HIER WOHNTE SIMON MOZES DE KONING GEB. 1938 DEPORTIERT 1943 AUS WESTERBORK ERMORDET 20.3.1943 SOBIBOR            | West-Varkenoordseweg 85 Hillesluis            | Simon Mozes de Koning (1938–1943)         |
|              | HIER WOHNTE BAREND KOSTER GEB. 1934 DEPORTIERT 1942 AUS WESTERBORK ERMORDET 9.8.1942 AUSCHWITZ                   | Burgemeester Hoffmanplein 67–69 Noordereiland | Barend Koster (1934–1942)                 |
|              | HIER WOHNTE DAVID SIMON KOSTER GEB. 1932 DEPORTIERT 1942 AUS WESTERBORK ERMORDET 9.8.1942 AUSCHWITZ              | Burgemeester Hoffmanplein 67–69 Noordereiland | Simon Koster (1932–1942)                  |
|              | HIER WOHNTE MATHILDA KOSTER GEB. 1936 DEPORTIERT 1942 AUS WESTERBORK ERMORDET 9.8.1942 AUSCHWITZ                 | Burgemeester Hoffmanplein 67–69 Noordereiland | Mathilda Koster (1936–1942)               |
|              | HIER WOHNTE MICHIEL KOSTER GEB. 1912 DEPORTIERT 1942 AUS WESTERBORK ERMORDET 30.9.1942 AUSCHWITZ                 | Burgemeester Hoffmanplein 67–69 Noordereiland | Michiel Koster (1912–1942)                |
|              | HIER WOHNTE HANNA KOSTER -VAN PLOEG GEB. 1913 DEPORTIERT 1942 AUS WESTERBORK ERMORDET 9.8.1942 AUSCHWITZ         | Burgemeester Hoffmanplein 67–69 Noordereiland | Hanna Koster-van Ploeg (1913–1942)        |
|              | HIER WOHNTE ESTHER VAN LEEUWEN GEB. 1878 DEPORTIERT 1942 AUS WESTERBORK ERMORDET 15.10.1942 AUSCHWITZ            | Prins Hendrikkade 112a Noordereiland          | Esther van Leeuwen (1876–1942)            |
|              | HIER WOHNTE JOSINA VAN LEEUWEN GEB. 1884 DEPORTIERT 1942 AUS WESTERBORK ERMORDET 15.10.1942 AUSCHWITZ            | Prins Hendrikkade 112a Noordereiland          | Josina van Leeuwen (1884–1942)            |
|              | HIER WOHNTE MARIA VAN LEEUWEN GEB. 1874 DEPORTIERT 1942 AUS WESTERBORK ERMORDET 15.10.1942 AUSCHWITZ             | Prins Hendrikkade 112a Noordereiland          | Maria van Leeuwen (1874–1942)             |
|              | HIER WOHNTE REBEKKA VAN LEEUWEN GEB. 1882 DEPORTIERT 1942 AUS WESTERBORK ERMORDET 15.10.1942 AUSCHWITZ           | Prins Hendrikkade 112a Noordereiland          | Rebekka van Leeuwen (1882–1942)           |
|              | HIER WOHNTE BETJE POLAK GEB. 1928 DEPORTIERT 1942 AUS WESTERBORK ERMORDET 19.10.1942 AUSCHWITZ                   | Groene Hilledijk 298a Hillesluis              | Betje Polak (1928–1942)                   |
|              | HIER WOHNTE HARTOG POLAK GEB. 1924 DEPORTIERT 1942 AUS WESTERBORK ERMORDET 28.2.1943 AUSCHWITZ                   | Groene Hilledijk 298a Hillesluis              | Hartog Polak (1924–1943)                  |
|              | HIER WOHNTE SALOMON HARTOG POLAK GEB. 1887 DEPORTIERT 1942 AUS WESTERBORK ERMORDET 19.10.1942 AUSCHWITZ          | Groene Hilledijk 298a Hillesluis              | Salomon Hartog Polak (1887–1942)          |
|              | HIER WOHNTE ELSJE POLAK -GOSSCHALK GEB. 1897 DEPORTIERT 1942 AUS WESTERBORK ERMORDET 19.10.1942 AUSCHWITZ        | Groene Hilledijk 298a Hillesluis              | Elsje Polak-Gosschalk (1897–1942)         |
|              | | Putsebocht 187c Bloemhof                      | Abraham Posner (1888–1942)                |
|              | | Putsebocht 187c Bloemhof                      | Ida Posner (1924–1942)                    |
|              | | Putsebocht 187c Bloemhof                      | Betje Posner-Groenteman (1888–1942)       |
|              | HIER WOHNTE BENJAMIN ROOS GEB. 1892 DEPORTIERT 1943 AUS VUGHT ERMORDET 31.1.1944 AUSCHWITZ                       | Slaghekstraat 193a Hillesluis                 | Benjamin Roos (1892–1944)                 |
|              | HIER WOHNTE ALEXANDER SANDERS GEB. 1882 DEPORTIERT 1942 AUS WESTERBORK ERMORDET 22.10.1942 AUSCHWITZ             | Dordtselaan 234c Bloemhof                     | Alexander Sanders (1882–1942)             |
|              | HIER WOHNTE CHRISTINA SANDERS- BOBBE GEB. 1885 DEPORTIERT 1943 AUS WESTERBORK ERMORDET 5.3.1943 SOBIBOR          | Dordtselaan 234c Bloemhof                     | Christina Sanders-Bobbe (1885–1943)       |
|              | HIER WOHNTE SALOMON SCHEFFER GEB. 1880 DEPORTIERT 1943 AUS WESTERBORK ERMORDET 23.4.1943 SOBIBOR                 | Heggepad 42 Vreewijk                          | Salomon Scheffer (1880–1943)              |
|              | HIER WOHNTE RACHEL SCHEFFER- KNEGJE GEB. 1880 DEPORTIERT 1943 AUS WESTERBORK ERMORDET 23.4.1943 SOBIBOR          | Heggepad 42 Vreewijk                          | Rachel Scheffer-Knegje (1880–1943)        |
|              | HIER WOHNTE ALEXANDER SLIER GEB. 1913 DEPORTIERT 1942 AUS WESTERBORK ERMORDET 30.9.1942 AUSCHWITZ                | Van der Takstraat 50 Noordereiland            | Alexander Slier (1913–1942)               |
|              | HIER WOHNTE ESTHER SLIER GEB. 1918 DEPORTIERT 1942 AUS WESTERBORK ERMORDET 30.9.1942 AUSCHWITZ                   | Van der Takstraat 50 Noordereiland            | Esther Slier (1918–1942)                  |
|              | HIER WOHNTE HELENA SLIER GEB. 1902 DEPORTIERT 1942 AUS WESTERBORK ERMORDET 30.9.1942 AUSCHWITZ                   | Van der Takstraat 50 Noordereiland            | Helena Slier (1902–1942)                  |
|              | HIER WOHNTE MANUEL ALEXANDER SLIER GEB. 1922 DEPORTIERT 1942 AUS WESTERBORK ERMORDET 20.9.1942 AUSCHWITZ         | Van der Takstraat 50 Noordereiland            | Manuel Alexander Slier (1922–1942)        |
|              | HIER WOHNTE MARIANNA SLIER GEB. 1914 DEPORTIERT 1942 AUS WESTERBORK ERMORDET 21.9.1942 AUSCHWITZ                 | Van der Takstraat 50 Noordereiland            | Marianna Slier (1914–1942)                |
|              | HIER WOHNTE SALOMON SLIER GEB. 1876 DEPORTIERT 1942 AUS WESTERBORK ERMORDET 15.10.1942 AUSCHWITZ                 | Van der Takstraat 50 Noordereiland            | Salomon Slier (1876–1942)                 |
|              | HIER WOHNTE SARA SLIER GEB. 1916 DEPORTIERT 1942 AUS WESTERBORK ERMORDET 30.9.1942 AUSCHWITZ                     | Van der Takstraat 50 Noordereiland            | Sara Slier (1916–1942)                    |
|              | HIER WOHNTE ROOSJE SLIER- VAN ARENT GEB. 1879 DEPORTIERT 1942 AUS WESTERBORK ERMORDET 15.10.1942 AUSCHWITZ       | Van der Takstraat 50 Noordereiland            | Roosje Slier-van Arent (1879–1942)        |
|              | HIER WOHNTE LOUISA SPETTER GEB. 1900 DEPORTIERT 1943 AUS WESTERBORK ERMORDET 11.6.1943 SOBIBOR                   | Iependaal 14 Vreewijk                         | Louisa Spetter (1900–1943)                |
|              | HIER WOHNTE NATHAN SPREEKMEESTER GEB. 1911 DEPORTIERT 1942 AUS WESTERBORK ERMORDET 30.9.1942 AUSCHWITZ           | Berkendaal 14 Vreewijk                        | Nathan Spreekmeester (1911–1942)          |
|              | HIER WOHNTE BAREND VAN DER STAAL GEB. 1921 DEPORTIERT 1942 AUS WESTERBORK ERMORDET 20.11.1942 AUSCHWITZ          | Burgemeester Hoffmanplein 61 Noordereiland    | Barend van der Staal (1921–1942)          |
|              | HIER WOHNTE ISEDOOR VAN DER STAAL GEB. 1889 DEPORTIERT 1942 AUS WESTERBORK ERMORDET 30.9.1942 AUSCHWITZ          | Burgemeester Hoffmanplein 61 Noordereiland    | Isedoor van der Staal (1889–1942)         |
|              | HIER WOHNTE JACOB VAN DER STAAL GEB. 1919 DEPORTIERT 1942 AUS WESTERBORK ERMORDET 30.9.1942 AUSCHWITZ            | Burgemeester Hoffmanplein 61 Noordereiland    | Jacob van der Staal (1919–1942)           |
|              | HIER WOHNTE JUDITH VAN DER STAAL GEB. 1923 DEPORTIERT 1942 AUS WESTERBORK ERMORDET 30.9.1942 AUSCHWITZ           | Burgemeester Hoffmanplein 61 Noordereiland    | Judith van der Staal (1923–1942)          |
|              | HIER WOHNTE MIETJE VAN DER STAAL GEB. 1922 DEPORTIERT 1942 AUS WESTERBORK ERMORDET 30.9.1942 AUSCHWITZ           | Burgemeester Hoffmanplein 61 Noordereiland    | Mietje van der Staal (1922–1942)          |
|              | HIER WOHNTE BETJE VAN DER STAAL -KOSTER GEB. 1894 DEPORTIERT 1942 AUS WESTERBORK ERMORDET 30.9.1942 AUSCHWITZ    | Burgemeester Hoffmanplein 61 Noordereiland    | Betje van der Staal-Koster (1894–1942)    |
|              | HIER WOHNTE BETSI VAN STRATEN VAN STRATEN GEB. 1873 DEPORTIERT 1942 AUS WESTERBORK ERMORDET 15.10.1942 AUSCHWITZ | Maaskade 109B Noordereiland                   | Betsi van Straten-van Straten (1873–1942) |
|              | HIER WOHNTE ABRAHAM VAN THIJN GEB. 1870 DEPORTIERT 1942 AUS WESTERBORK ERMORDET 15-10-1942 AUSCHWITZ             | Oranjeboomstraat 32c Feijenoord               | Abraham van Thijn (1870–1942)             |
|              | HIER WOHNTE SAARTJE VAN THIJN-SPETTER GEB. 1877 DEPORTIERT 1942 AUS WESTERBORK ERMORDET 15-10-1942 AUSCHWITZ     | Oranjeboomstraat 32c Feijenoord               | Saartje van (1877–1942)                   |
|              | HIER WOHNTE EMANUEL WATERMAN GEB. 1920 DEPORTIERT 1942 AUS WESTERBORK ERMORDET 1.9.1942 AUSCHWITZ                | Burgemeester Hoffmanplein 61 Noordereiland    | Emanuel Waterman (1920–1942)              |
|              | HIER WOHNTE NAATJE WATERMAN -TRIJTEL GEB. 1919 DEPORTIERT 1942 AUS WESTERBORK ERMORDET 1.9.1942 AUSCHWITZ        | Burgemeester Hoffmanplein 61 Noordereiland    | Naatje Waterman-Trijtel (1919–1942)       |

## Verlegedaten
- 2014: Gouwstraat 46b
- 24. Februar 2016: Brede Hilledijk 161a (gestohlen 5. auf 6. Januar 2017), West-Varkenoordseweg 85
- 9. Februar 2017: Brede Hilledijk 161a (erneute Verlegung nach Diebstahl), Heggepad 42
- 10. Februar 2017: Berkendaal 14, Iependaal 14
- 4. Mai 2017: Dordtselaan 234c
- 26. April 2018: Clemensstraat 75, De Quackstraat 64c
- 7. März 2019: Bas Jungeriusstraat 200c, Hillevliet 28a
- 28. August 2019: Slaghekstraat 193a
- 5. November 2020: Burgemeester Hoffmanplein 61, Maaskade 109B, Prins Hendrikkade 58a und 79 und 94b und 112a, Van der Takstraat 50
- 9. November 2020: Burgemeester Hoffmanplein 67–69
- 10. November 2020: Groene Hilledijk 298a, Slaghekstraat 135b
- 22. November 2021: Oranjeboomstraat 32c
- 10. August 2023: Oranjeboomstraat 329a, Putsebocht 187c

ungeklärt: Voetjesstraat 56, Wed 8